# Beaver Street
Beaver Street (en español: Calle Beaver) es una calle en el Distrito Financiero del bajo Manhattan en Nueva York. Beaver Street se extiende por cinco cuadras desde Pearl Street al este hasta Broadway al oeste. A lo largo de su recorrido cruza las calles Hanover, William, Broad, and New. La calle ha sido preservada como parte de la grilla original de la colonia de Nueva Ámsterdam y es un monumento declarado de la Ciudad de Nueva York.: 2 

## Historia
En la ciudad de Nueva Ámsterdam del siglo XVII, los neerlandeses crearon dos canales, uno que es hoy Broad Street y uno que es Beaver Street. El último originalmente existió como dos tributarios separados del canal de Broad Street; la sección al oeste de la moderna Broad Street se llamaba Bever Graft o Canal Beaver,: 6  mientras la sección al este de fue llamado De Prince Graft o Canal Prince,: 52  que terminaba en una zanja que los neerlandeses llamaban un "sloot". A pesar del hecho de que el Canal Prince se convirtió en Princes Street (luego Beaver Street), Prince Graft fue eun nombre que se refería a un canal en Broad Street, no a Beaver Street.: 10 : 52 

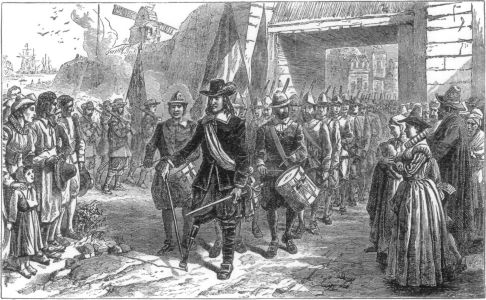
Retiro de los neerlandeses

Beaver Street fue creada en 1658, y posiblemente tan temprano como 1639, como parte de la grilla de calles para Nueva Ámsterdam como se registró en el Plano de Castello.: 9  La calle actual incorpora partes de tres calles coloniales: Beaver Street, Princes Street, y el Sloot (luego Merchant Street).: 9 : 51–52  El nombre moderno viene de la sección entre Broadway y Broad Street, que fue bautizada en los años 1660 por las pieles de castor que eran económicamente importantes a la economía de Nueva Ámsterdam.: 9  Fue ahí que se ubicaba una taberna llamada The Sign of the Lion (en español: "El signo del León").
La sección entre las calles Broad y William, originalmente el Canal Prince, fue conocida como Prince Street en los años 1660.: 9 : 36  El 8 de septiembre de 1664, fuerzas neerlandesas salieron de Fort Amsterdam con honores de batalla y marcharon por Beaver Street para embarcarse a bordo del Gideon rumbo a los Países Bajos, transfiriendo de esa manera la colonia de los Nuevos Países Bajos al control inglés.

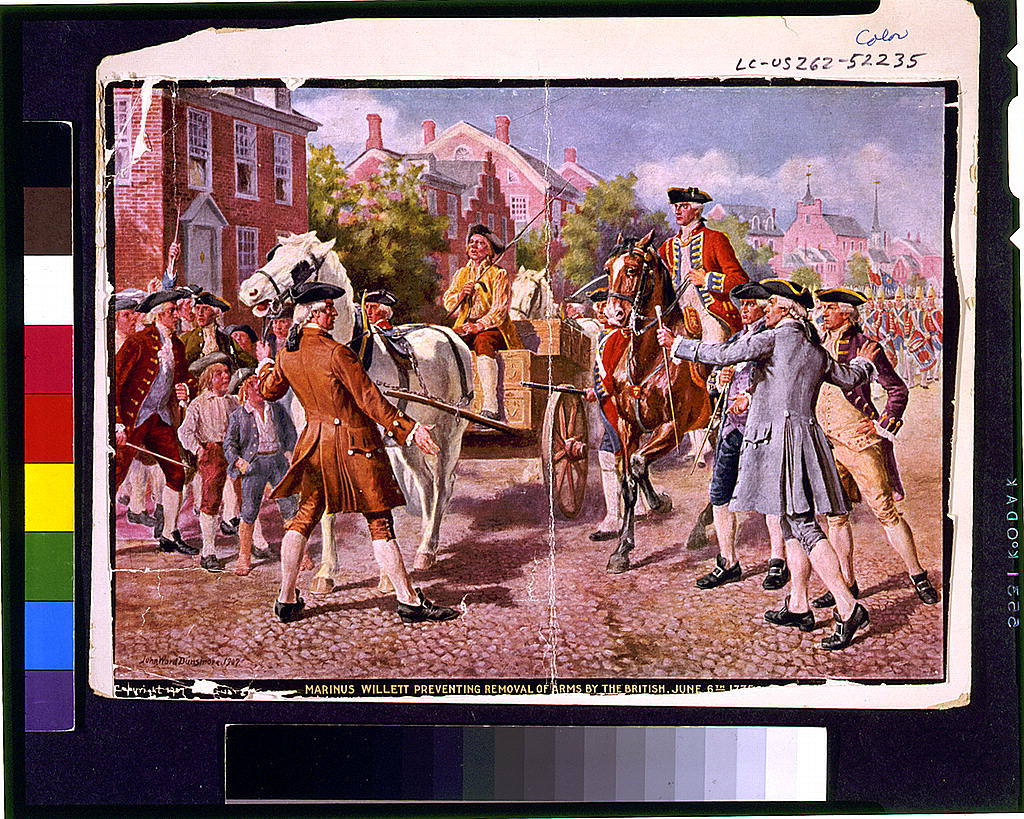
Marinus Willett evitando la retirada de armas por parte de los británicos - J.W. Dunsmore, 1907

En 1682, abrió una sinagoga en una casa en Beaver Street entre Broadway y Broad Street, la primera en la ciudad. y una de las primeras en las Trece Colonias. El canal al oeste de Broad Street siguió existiendo hasta 1684. Para 1693, lo que había sido el Canal Beaver fue conocido como Beaver Street.: 9  El tributario oriental fue renombrado como Princes Street en 1695, Princess Street en 1711, y Carmer Street en 1767. La sección al este de William Street fue conocida como Sloat Lane (también llamada Slote Lane y "the Sloot") para 1730 y luego fue conocida como Merchant Street.: 9  El 6 e junio de 1775, el acantonamiento británico se retiró a buques en el puerto. Marinus Willett y otros confrontaron a los ingleses en la intersección de las calles Broad y Beaver y les confiscaron varias carretas cargadas con armas para impedir que fueran llevadas de vuelta a los barcos. Las cinco carretas fueron llevadas por Beaver Street hasta Broadway y luego a la propiedad en John Street de Abraham Van Wyck, yerno de Pierre Van Cortlandt.

## Arquitectura
En el extremo occidental de Beaver Street está el edificio de la Standard Oil en 26 Broadway. Construido como un edificio de nueve pisos en 1885,: 2  el edificio fue elevado en varios pisos en 1895.: 2  La actual estructura de 31 pisos, terminada en 1928 como parte de otra expansión, reemplazó la ubicación de Childs Restaurants entre otros negocios.: 3  El edificio ha sido declarado como un monumento de la ciudad.
El Edificio American Bank Note Company se ubica en el 70 Broad Street, en la esquina suroeste con Beaver Street. El edificio fue erigido en 1908 como sede de la American Bank Note Company, una compañía de grabado que producía papel moneda, monedas, estampillas y certificados de acciones. Es un monumento de la ciudad y se encuentra registrado en el Registro Nacional de Lugares Históricos. A 2018, el edificio estaba siendo publicitado para uso residencial.
El Edificio Delmonico se ubica en el 57 Beaver Street, en la esquina suroeste de South William Street. Alberga una ubicación del Delmonico's Restaurant, es un edificio de ladrillo de ocho pisos terminado en 1891. Delmonico's fue pensado para complementar el edificio de la New York Cotton Exchange de 1883-1885, cruzando la calle. Es un monumento declarado de la ciudad.
En el extremo oriental de Beaver Street, donde se fusiona con Pearl Street, se ubica 1 Wall Street Court. Construido entre 1903 y 1904 como un proyecto especulativo, es un monumento de la ciudad y se encuentra en el Registro Nacional de Lugares Históricos. 1 Wall Street Court fue originalmente conocido como el Beaver Building y contenía las oficinas de la Munson Line, una compañía de vapores. El edificio también servía como la sede de la New York Cocoa Exchange desde 1931 hasta 1972. En el 2006 se convirtió en un condominio residencial.